# Leipsydrion
Leipsydrion est un fort de l’Attique antique au pied du Parnès, présent dès l’époque archaïque.
Il joua un rôle lors de la guerre du Péloponnèse.

## Source
- J. S. Traill, R. Talbert, Tom Elliott, Sean Gillies, « Places: 580011 (Leipsydrion) », Pleiades (consulté le 10 novembre 2015)